# Fortuna (korfbal)
Fortuna is een Nederlandse korfbalvereniging uit Delft. Zowel in de zaalcompetitie als op het veld, strijdt de Delftse club mee op het hoogste front, namelijk de Korfbal League en Ereklasse Veld. De Delftse formatie wordt geleid door het duo Joost Preuninger en Damien Folkerts.

## Geschiedenis

### Algemeen
Fortuna werd opgericht op 3 februari 1957 door Chris Bezuyen, Ger Castelijn, Ria Boer, Jan Bonthuis, Ria Rongen, Arie Rongen en Ineke Rosier. De vereniging groeide zeer snel, veel gebruik makend van schoolkorfbal om nieuwe leden te werven. In Delft was Fortuna de vierde vereniging. Ook al is Fortuna de jongste club in Delft, het is de zesde club in Nederland qua omvang. De club heeft zo'n 630 leden. Fortuna beschikt over vier kunstgrasvelden en een eigen sporthal.

### Hoofdklasse en Finales
In 1973 promoveerde de club in de veldcompetitie voor de eerste keer in de clubhistorie naar de Hoofdklasse. In 1977 promoveerde de club in de zaalcompetitie voor het eerst naar de Hoofdklasse.
In seizoen 1978-1979 speelde de club voor de eerste keer in de historie zowel in de zaal als op het veld in de Hoofdklasse.
In 1982-1983 plaatste Fortuna zich voor de eerste keer voor de zaalfinale. Fortuna won de finale met 14-10 van Deetos, waardoor het voor de eerste keer in de clubhistorie Nederlands zaalkampioen was. In het seizoen erna, 1983-1984 stond Fortuna voor het tweede jaar op rij in de zaalfinale. In deze finale verloor Fortuna van Allen Weerbaar met 12-11.
In 1984-1985 werd Fortuna voor de eerste keer in de clubhistorie Nederlands veldkampioen. De ploeg verzamelde 26 punten uit 18 wedstrijden. In deze tijd werd er voor veldkorfbal geen play-offs of finale gespeeld. Ook in het seizoen erna, 1985-1986 werd Fortuna 1e in de veldcompetitie (nu met 31 punten) en was hierdoor voor de tweede keer Nederlands veldkampioen.
In het seizoen erna, 1985-1986 werd Fortuna voor het tweede jaar op rij Nederlands veldkampioen.
Vanwege dit kampioenschap speelde Fortuna in de Europacup van 1986. Dit was de laatste editie waarin de Europacup op het veld werd gespeeld. Fortuna bereikt de finale, maar verloor in de eindstrijd van het Belgische AKC met 7-9.
Een aantal jaar later, in seizoen 1989-1990 stond Fortuna sinds 1984 weer in de zaalfinale. In de eindstrijd, die in Ahoy werd gespeeld, won Fortuna met 14-12 van Deetos. Dit was de 3e zaalfinale van de club en de 2e zaaltitel in de clubgeschiedenis.
Vanwege dit kampioenschap speelde Fortuna in de Europacup van 1991. In dit toernooi, dat in Lissabon werd gespeeld, bereikte Fortuna de finale. In de finale verloor Fortuna van het Belgische Sikopi met 15-14.
In seizoen 1995-1996 degradeerde Fortuna in de veldcompetitie uit de Hoofdklasse. In het seizoen erna, 1996-1997 degradeerde de ploeg ook in de zaal uit de Hoofdklasse, maar promoveerde het in de veldcompetitie terug naar de Hoofdklasse.
In 1997-1998 was Fortuna op het veld weer terug in de Hoofdklasse, maar eindigde het op een gedeelde 7e plaats, samen met ROHDA. Via een beslissingswedstrijd werd bepaald welke ploeg zou degraderen. Fortuna verloor deze beslissingswedstrijd en degradeerde alsnog uit de Hoofdklasse. In de zaalcompetitie werd de ploeg kampioen en promoveerde weer terug naar de Hoofdklasse.
In 2000 promoveerde Fortuna op het veld weer terug naar de Hoofdklasse, waardoor de club vanaf seizoen 2000-2001 in beide competities weer op het hoogste niveau speelde.
In seizoen 2002-2003 lukte het Fortuna om zich te plaatsen voor de zaalfinale, na 2 seizoenen op rij te zijn gestrand in de kruisfinales. In de zaalfinale won Fortuna met 23-17 van PKC. Iets later, in hetzelfde seizoen plaatste Fortuna zich ook voor de veldfinale. Ook in deze eindstrijd was PKC de tegenstander. De wedstrijd eindigde gelijk, in 16-16 en in de golden goal periode schoot PKC zichzelf naar de titel.
Ook in het seizoen erna, 2003-2004 speelde Fortuna eerst de Europacup van 2004. Het toernooi werd in thuisstad Delft gespeeld en kende een spannende finale. In de finale speelde Fortuna tegen AKC en stond het na de reguliere speeltijd gelijk op 10-10. Fortuna won in de golden goal periode, waardoor het de Europacup won. Dit was de eerste maal in de clubhistorie dat Fortuna deze titel won. In de Nederlandse competitie plaatste Fortuna zich ook voor de zaalfinale. Net als de zaalfinale van het jaar ervoor was PKC de tegenstander. Fortuna won de finale met 18-16 en was zodoende voor het 2e jaar op rij Nederlands zaalkampioen.
Fortuna speelde als zaalkampioen de Europacup van 2005. Fortuna plaatste zich voor de finale, waar het net als vorig seizoen het Belgische AKC tegenkwam. In de finale won Fortuna met 24-14.
In 2012-2013 plaatste Fortuna zich in de zaalcompetitie, ondertussen omgedoopt tot de Korfbal League voor de finale. Ook dit maal was PKC de tegenstander. PKC scoorde in de laatste minuut de winnende goal en Fortuna verloor met 20-19.
Het seizoen erna, 2013-2014 plaatste Fortuna zich voor de veldfinale. In deze wedstrijd verloor Fortuna met 17-15 van Koog Zaandijk.
In seizoen 2017-2018 stond Fortuna zowel in de zaal-als veldfinale. In de zaalfinale verloor Fortuna van TOP met 24-20 en in de veldfinale was PKC te sterk met 20-17.
Fortuna haalde sportieve wraak in seizoen 2018-2019, toen het zich voor het tweede jaar op rij plaatste voor de zaalfinale. In de finale was Fortuna te sterk voor PKC en won met 21-19, waardoor het voor de 5e keer in de clubhistorie Nederlands zaalkampioen werd. Als zaalkampioen plaatste Fortuna zich voor de Europacup van 2020. Fortuna won in de finale van het Belgische Kwik met 34-18.
In seizoen 2019-2020 stond de ploeg er goed op in de Korfbal League. Echter werd dit seizoen niet uitgespeeld vanwege COVID-19. 
Het seizoen erop, seizoen 2020-2021 lukt het de ploeg om zich voor het derde jaar op rij te plaatsen voor de zaalfinale. De finale werd een herhaling van die van 2019, aangezien ook nu PKC de tegenstander was. PKC won de finale en onttroonde zodoende Fortuna als de landskampioen.
In seizoen 2021-2022 stond Fortuna voor de 4e keer op rij in de Nederlandse zaalfinale in Ahoy. Net als de voorgaande 2 seizoenen was PKC de tegenstander. Fortuna won met 22-21 en verdiende zodoende de Nederlandse zaaltitel.
In seizoen 2022-2023 haalde Fortuna geen plek in de zaalfinale. Hierdoor kon de zaaltitel van 2022 niet geprolongeerd worden. Wel wist Fortuna de veldfinale te halen. In deze wedstrijd verloor Fortuna met 18-13 van PKC.
In seizoen 2023-2024 wist Fortuna voor het 2e jaar op rij de veldfinale te halen. Echter werd de finale verloren van DVO.

### Hoofdsponsors en naamsverbintenis
Door de jaren heen zijn er verschillende hoofdsponsors van Fortuna geweest. Zo stond Fiat in de mid jaren '80 op de shirts en Iemco aan het eind van de jaren '80.
Vanaf 2004 werden hoofdsponsoren toegevoerd aan de clubnaam:
In 2004 werd Tempus de hoofdsponsor en werd de clubnaam veranderd in Fortuna/Tempus.

In 2009 werd MHIR de hoofdsponsor en werd de clubnaam veranderd in Fortuna/MHIR.

In 2014 werd MyCollections de hoofdsponsor en werd de clubnaam veranderd in Fortuna/MyCollections.

Van 2015 t/m 2023 was Delta Logistiek de hoofdsponsor en werd de clubnaam veranderd in Fortuna/Delta Logistiek. 
Vanaf seizoen 2023-2024 heeft Fortuna geen naamsverbintenis met een hoofdsponsor.

## Erelijst
Sinds de oprichting van de club, zijn de volgende prijzen gewonnen:

### Nederlandse & Europese titels
- Landskampioen zaal, 6x (1983, 1990, 2003, 2004, 2019, 2022)
- Landskampioen veld, 2x (1985, 1986)
- Europacup Zaal, 3x (2004, 2005, 2020)

### Overige teamprijzen
- Korfbal Challenge, 4x (2003, 2004, 2012, 2022)
- Fortuna Korfbal Spektakel, 4x (2001, 2007, 2012, 2024)
- Haagse Korfbaldagen, 12x (1990, 1994, 1998, 1999, 2002, 2003, 2004, 2005, 2006, 2007, 2010, 2011)

### Individuele prijzen
- Beste Korfballer van het Jaar, 7x

- Barry Schep, 3x (2011, 2012, 2013)

- Daan Preuninger, 1x (2022)

- Mick Snel, 1x (2023)

- Hans Heemskerk, 1x (1984)
- Beste Korfbalster van het Jaar, 4x

- Fleur Hoek, 1x (2019)

- Mirjam Maltha, 1x (2013)

- Heleen van der Wilt, 1x (2004)

- Marloes Preuninger, 1x (2003)
- Beste Coach van het Jaar, 3x

- Ard Korporaal & Damien Folkerts, 2x 

- Hans Heemskerk, 1x (2003)
- Beste Debutant / Jonge Speler van het Jaar, 10x

- Merijn Mensink (2024)

- Joren van Nieuwenhuijzen (2019)

- Daan Preuninger (2018)

- Daisy Buytelaar (2011)

- Barbara Schouls (2003)

- Barry Schep (2001)

- Suzan van Oosten (1993)

- Wendy Ek (1991)

- Hanneke van Eck (1988)

- Arjon van der Eijk (1984)

## Huidige Selectie
Spelersselectie voor seizoen 2024-2025
| Mannen                   | Nationaliteit | Rugnummer | Vrouwen              | Nationaliteit | Rugnummer |
| ------------------------ | ------------- | --------- | -------------------- | ------------- | --------- |
| Daan Preuninger          | NED           | 7         | Roos van Groen       | NED           | 2         |
| Jan van den Akker        | NED           | 28        | Sascha Kouwenhoven   | NED           | 19        |
| Joren van Nieuwenhuijzen | NED           | 15        | Jessica Lokhorst     | NED           | 4         |
| Sascha Pouw              | NED           | 22        | Eline Entken         | NED           | 5         |
| Nik van der Steen        | NED           | 25        | Michelle van Geffen  | NED           | 11        |
| Jimmy Swikker            | NED           | 24        | Fleur Hoek           | NED           | 12        |
| Merijn Mensink           | NED           | 14        | Laura van der Linden | NED           | 3         |
| Kay van Vliet            | NED           | 18        | Roos Hom             | NED           | 10        |
| Tim van Oosten           | NED           | 9         | Renée van Ginkel     | NED           | 6         |
| Wouter Wildschut         | NED           | 21        | Chelsea Mooi         | NED           | 20        |

Technische staf

Trainer-Coach Fortuna 1: 

 Joost Preuninger

 Damien Folkerts

## Coaching
zie hier een historisch overzicht van de coaching van de Fortuna selectie
| Periode    | Coaches                            | Prestaties                                       |
| ---------- | ---------------------------------- | ------------------------------------------------ |
| 2024-heden | Joost Preuninger & Damien Folkerts |                                                  |
| 2017-2024  | Ard Korporaal & Damien Folkerts    | Zaalkampioen 2019, 2022, Europacup 2020          |
| 2011-2017  | Joost Preuninger & Ard Korporaal   | 2013 Ahoy Finale                                 |
| 2010-2011  | Wouter Blok                        |                                                  |
| 2008-2010  | Gert-Jan Kraaijeveld               |                                                  |
| 2006-2008  | Hans Leeuwenhoek                   |                                                  |
| 2002-2006  | Hans Heemskerk                     | Zaalkampioen 2003 & 2004 + Europacup 2004 & 2005 |
| 2000-2002  | Wim van Renesse van Duivenbode     |                                                  |
| 1998-2000  | Bram van Geffen                    |                                                  |
| 1996-1998  | Arno Preuninger                    |                                                  |
| 1995-1996  | Johan Dubbeldam                    |                                                  |
| 1992-1995  | Wim van Renesse van Duivenbode     |                                                  |
| 1990-1992  | Paul Marseille                     |                                                  |
| 1988-1990  | Theo van Zee                       | Zaalkampioen 1990                                |
| 1986-1988  | Jan Preuninger                     |                                                  |
| 1984-1986  | Wim van Renesse van Duivenbode     | Veldkampioen 1985, 1986                          |
| 1980-1984  | Theo van Zee                       | Zaalkampioen 1983                                |
| 1976-1980  | Theo Korporaal                     |                                                  |
| 1975-1976  | Bram Zirkzee                       |                                                  |

## Korfbal League en andere zaalfinales
Sinds 2005 bestaat in Nederland de Korfbal League. Deze werd opgericht als vervanging van de Hoofdklasse A en B en is de hoogste competitie in het Nederlandse zaalkorfbal; 10 teams spelen elk seizoen tegen elkaar in een reguliere competitie en voor vier teams volgen play-offs. De laatste van de competitie degradeert direct en de nummer 9 speelt play-downs voor lijfsbehoud.
In de periode dat de finales in Ahoy werden gespeeld speelden de nummer 1 t/m 4 op de finaledag; een grote finale en een wedstrijd voor plekken 3 en 4. Sinds 2017 wordt enkel de finale gespeeld.
Fortuna is sinds de oprichting van de Korfbal League altijd van de partij geweest in deze competitie. Nog nimmer is de club gedegradeerd en sinds de oprichting van de Korfbal League speelde het 5 finales en won het de finale 2x. Met deze staat van dienst behoort Fortuna tot een zeer select gezelschap; slechts twee andere leagueclubs zijn ook alle seizoen in de Korfbal League geweest, namelijk PKC en AKC Blauw-Wit.
| Seizoen | Puntentotaal | Plaats na reguliere competitie | Ahoy / Ziggo Dome | Eindplaats na Ahoy / Ziggo Dome       |
| ------- | ------------ | ------------------------------ | ----------------- | ------------------------------------- |
| 2024/25 | 28           | 2e                             | JA                | 2e (na verlies in de finale van PKC)  |
| 2023/24 | 21           | 5e                             | NEE               | 5e                                    |
| 2022/23 | 26           | 2e                             | NEE               | 3e                                    |
| 2021/22 | 18           | 1e                             | JA                | Kampioen van Nederland                |
| 2020/21 | 19           | 1e                             | JA                | 2e (na verlies in de finale van PKC)  |
| 2019/20 | 22           | 3e                             | NEE               | NVT, competitie werd niet uitgespeeld |
| 2018/19 | 22           | 4e                             | JA                | Kampioen van Nederland                |
| 2017/18 | 22           | 4e                             | JA                | 2e (na verlies in de finale van TOP)  |
| 2016/17 | 11           | 8e                             | NEE               | 8e                                    |
| 2015/16 | 18           | 5e                             | NEE               | 5e                                    |
| 2014/15 | 20           | 5e                             | NEE               | 5e                                    |
| 2013/14 | 25           | 3e                             | JA                | 3e (na winst op Dalto)                |
| 2012/13 | 28           | 2e                             | JA                | 2e (na verlies in de finale van PKC)  |
| 2011/12 | 20           | 4e                             | JA                | 3e (na winst op Blauw Wit)            |
| 2010/11 | 24           | 2e                             | JA                | 4e (na golden goal van Koog Zaandijk) |
| 2009/10 | 24           | 3e                             | JA                | 3e (na winst op PKC)                  |
| 2008/09 | 25           | 4e                             | JA                | 3e (na winst op Dalto]                |
| 2007/08 | 22           | 5e                             | NEE               | 5e                                    |
| 2006/07 | 21           | 5e                             | NEE               | 5e                                    |
| 2005/06 | 23           | 3e                             | JA                | 4e (na verlies tegen PKC)             |

In de Korfbal League speelde Fortuna 5 keer de finale. Het overzicht:
| Seizoen | Finalist                | Finalist           | Uitslag |
| ------- | ----------------------- | ------------------ | ------- |
| 2021/22 | Fortuna/Delta Logistiek | PKC/Vertom         | 22-21   |
| 2020/21 | Fortuna/Delta Logistiek | PKC/Vertom         | 18-22   |
| 2018/19 | Fortuna/Delta Logistiek | PKC/SWK Groep      | 21-19   |
| 2017/18 | Fortuna/Delta Logistiek | TOP/Solar Compleet | 20-24   |
| 2012/13 | Fortuna/MHIR            | PKC/Hagero         | 19-20   |

In de periode voor de Korfbal League speelde Fortuna 5 keer in de finale. Hier een overzicht:
| Seizoen   | Winnaar Ahoy   | Uitslag | Tegenstander in Ahoy |
| --------- | -------------- | ------- | -------------------- |
| 2003-2004 | Fortuna/Tempus | 18-16   | PKC                  |
| 2002-2003 | Fortuna/Tempus | 23-17   | PKC                  |
| 1989-1990 | Fortuna        | 14-12   | Deetos               |
| 1983-1984 | Allen Weerbaar | 12-11   | Fortuna              |
| 1982-1983 | Fortuna        | 14-10   | Deetos               |

## Fortuna Korfbal Spektakel
Sinds 1998 organiseert Fortuna een jaarlijks toernooi ter voorbereiding op het zaalseizoen.
Van 1998 t/m 2018 heette het toernooi het Fortuna Korfbal Spektakel, oftewel FKS. Sinds 2019 organiseert Fortuna het toernooi samen met TOP en hebben de naam van het toernooi aangepast naar het Theo Korporaal Korfbal Spektakel (TKKS).
Elk jaar wordt bij Fortuna het Fortuna Korfbal Spektakel (FKS) gehouden. Dit is een tweedaags toernooi met in totaal vier Korfbal League-teams die strijden voor de FKS-titel. Dit toernooi is voor het eerst georganiseerd in 1998 en geldt als eerste echte voorbereiding op het komende Korfbal League-seizoen. 
| Jaar      | Kampioen               | Uitslag Finale | Tweede                  | Derde                   | Vierde                 |
| --------- | ---------------------- | -------------- | ----------------------- | ----------------------- | ---------------------- |
| TKKS 2024 | Fortuna                | 24-19          | KZ/Keukensale           | DVO/Transus             | PKC / Vertom           |
| TKKS 2023 | KZ/Keukensale          | 26-25          | Fortuna                 | PKC / Vertom            | HKC                    |
| TKKS 2022 | PKC / Vertom           | 25-27          | Fortuna/Delta Logistiek | KZ/Thermo4U             | AKC Blauw-Wit          |
| TKKS 2021 | PKC / Vertom           | 18-25          | DVO/Accountor           | Fortuna/Delta Logistiek | TOP/Litta              |
| TKKS 2020 | geen winnaar**         | -              | -                       | -                       | -                      |
| TKKS 2019 | TOP/Solar Compleet     | 26-25          | DVO/Accountor           | Fortuna/Delta Logistiek | AKC Blauw-Wit          |
| FKS 2018  | PKC / SWKGroep         | 18-25          | Fortuna/Delta Logistiek | AKC Blauw-Wit           | DeetosSnel             |
| FKS 2017  | PKC / SWKGroep         | 19-29          | Fortuna/Delta Logistiek | AKC Blauw-Wit           | Avanti                 |
| FKS 2016  | PKC / SWKGroep         | 26-23          | AKC Blauw-Wit           | Fortuna/Delta Logistiek | DOS'46                 |
| FKS 2015  | PKC / SWKGroep         | 22-17          | DOS'46                  | Fortuna/Delta Logistiek | Dalto                  |
| FKS 2014  | PKC / SWKGroep         | 22-17          | Fortuna/MyCollections   | Top/Quoratio            | KVS/Maritiem           |
| FKS 2013  | PKC / Hagero           | 18-22          | Top / Justlease.nl      | DVO                     | Fortuna/MyCollections  |
| FKS 2012  | Fortuna/MHIR           | 25-13          | Top / Wereldtickets.nl  | Deetos                  | DVO                    |
| FKS 2011  | PKC / Hagero           | 27-16          | DeetosSnel/Volhuis      | Fortuna/MHIR            | Top / Wereldtickets.nl |
| FKS 2010  | KVS/Maritiem           | 17-15          | Top / Wereldtickets.nl  | Koog Zaandijk           | Fortuna/MHIR           |
| FKS 2009  | Top / Wereldtickets.nl | 19-18          | Dalto                   | Koog Zaandijk           | Fortuna/MHIR           |
| FKS 2008  | Top / Wereldtickets.nl | 20-19          | Dalto                   | Fortuna/MHIR            | Koog Zaandijk          |
| FKS 2007  | Fortuna/MHIR           | 23-18          | DOS'46                  | Dalto                   | KVS/Maritiem           |
| FKS 2006  | PKC / Cafe Bar         | 22-13          | Fortuna/Tempus          | Dalto                   | KVS/Maritiem           |
| FKS 2005  | PKC / Cafe Bar         | 24-19          | Fortuna/Tempus          | DOS'46                  | KV Die Haghe           |
| FKS 2004  | DOS'46                 | 17-7           | De Meervogels           | Fortuna/Tempus          | KV Die Haghe           |
| FKS 2003  | KV Die Haghe           | 18-15          | Fortuna/Tempus          | De Meervogels           | KVS/Maritiem           |
| FKS 2002  | geen winnaar*          | -              | -                       | -                       | -                      |
| FKS 2001  | Fortuna/Tempus         | 18-15          | AKC Blauw-Wit           | De Meervogels           | KVS/Maritiem           |
| FKS 2000  | PKC                    | 14-13          | KV Die Haghe            | Fortuna                 | Deetos                 |
| FKS 1999  | Oost-Arnhem            | 21-26          | DOS'46                  | Fortuna                 | KV Die Haghe           |
| FKS 1998  | KV Die Haghe           | 13-12          | Deetos                  | Fortuna                 | DOS'46                 |

* = finale gestaakt vanwege vochtproblemen in de zaal. Er is dit jaar geen winnaar
** = toernooi gestaakt vanwege COVID-19